# 狛犬

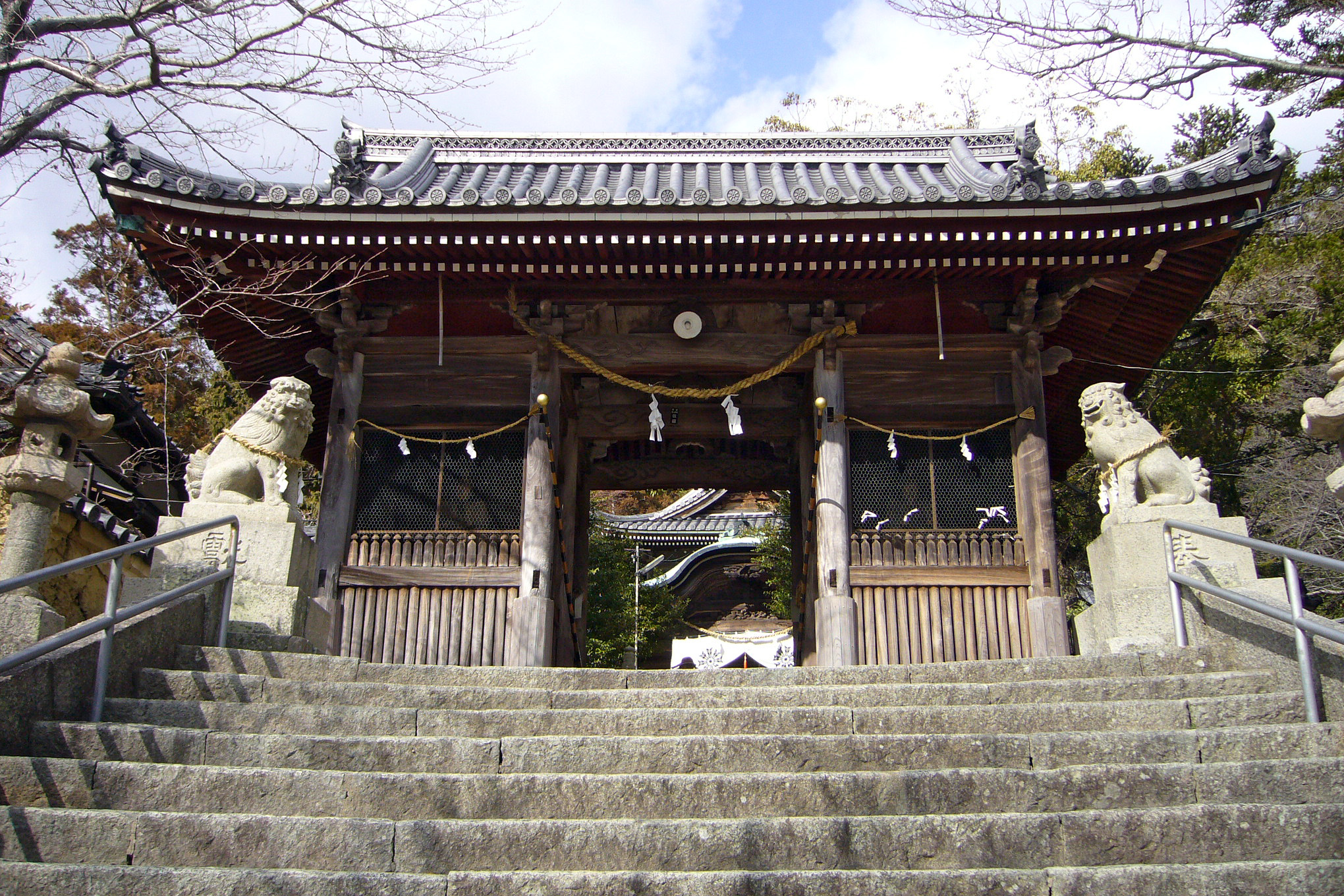
大避神社（兵庫縣赤穗市）神門前的狛犬。右阿形、左吽形。

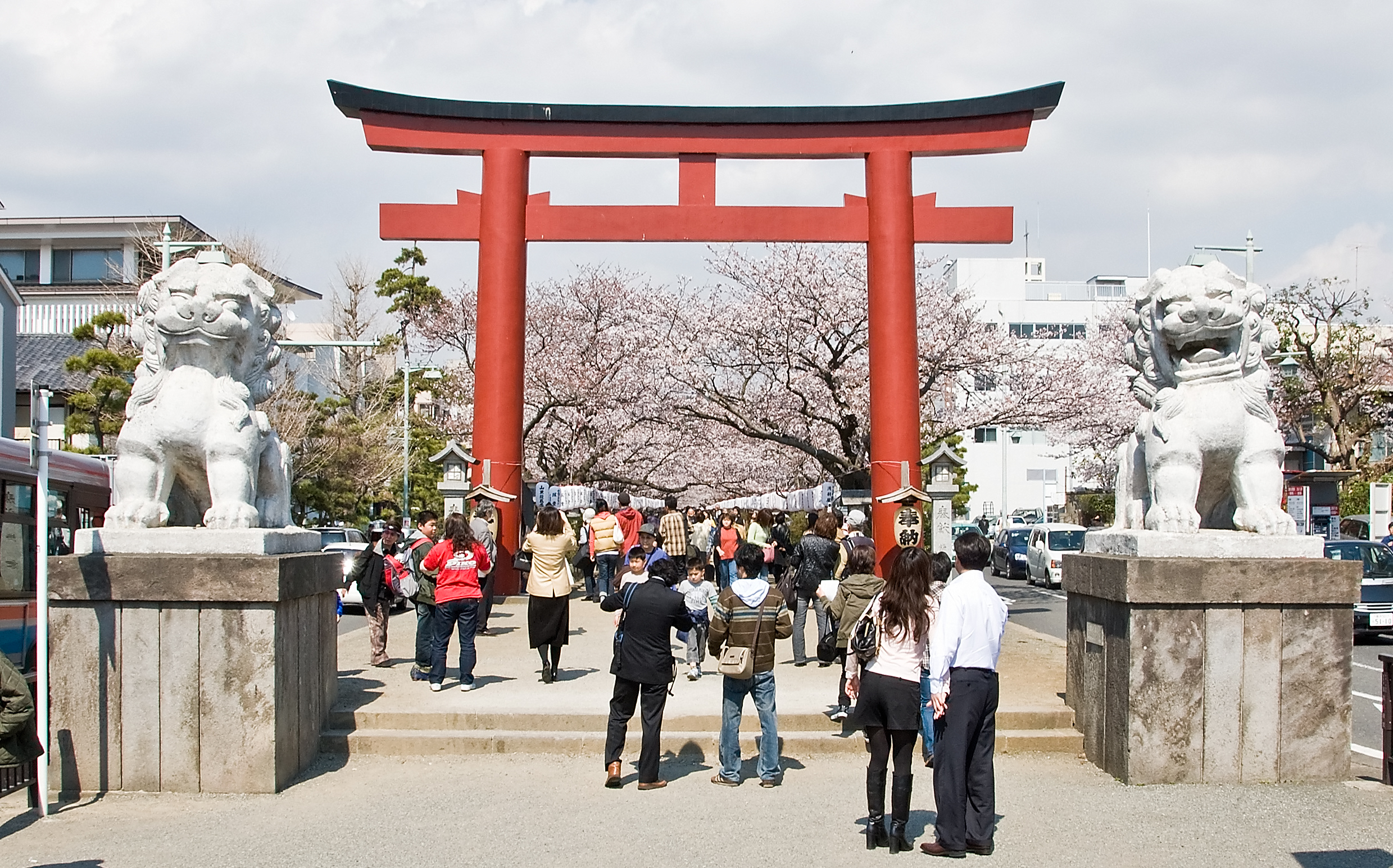
狛犬

狛犬（日语：／ komainu）是形似獅子和犬的日本的幻想生物。置於神社、寺院入口的兩側或本殿・本堂的正面左右，以無角的獅子和有角的狛犬成雙成對，多為兩者互相面對，也有背對寺社、正對參拜者的配置形式，現在一般將兩者併稱狛犬。

## 特徴

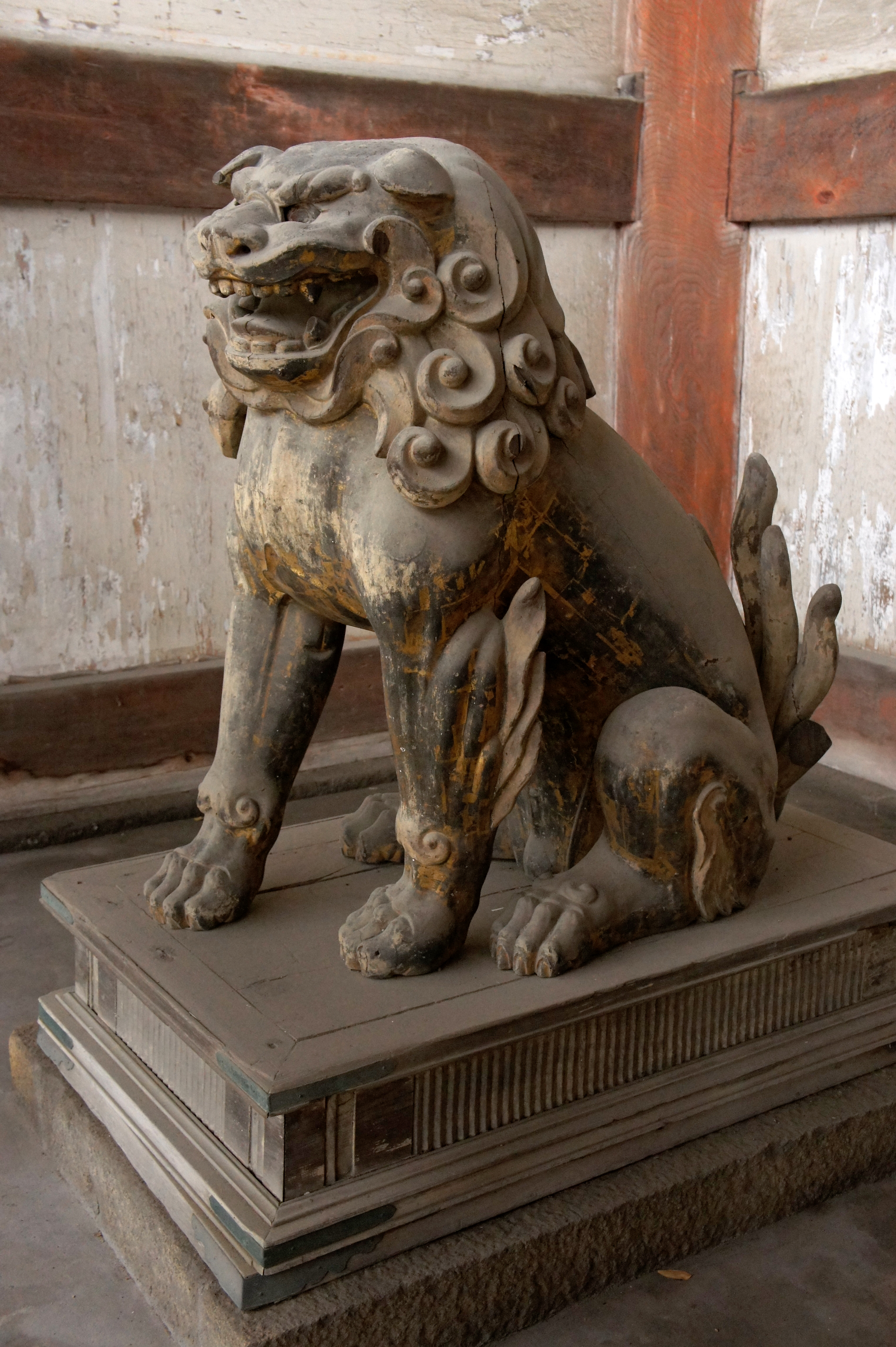
阿形（仁和寺）

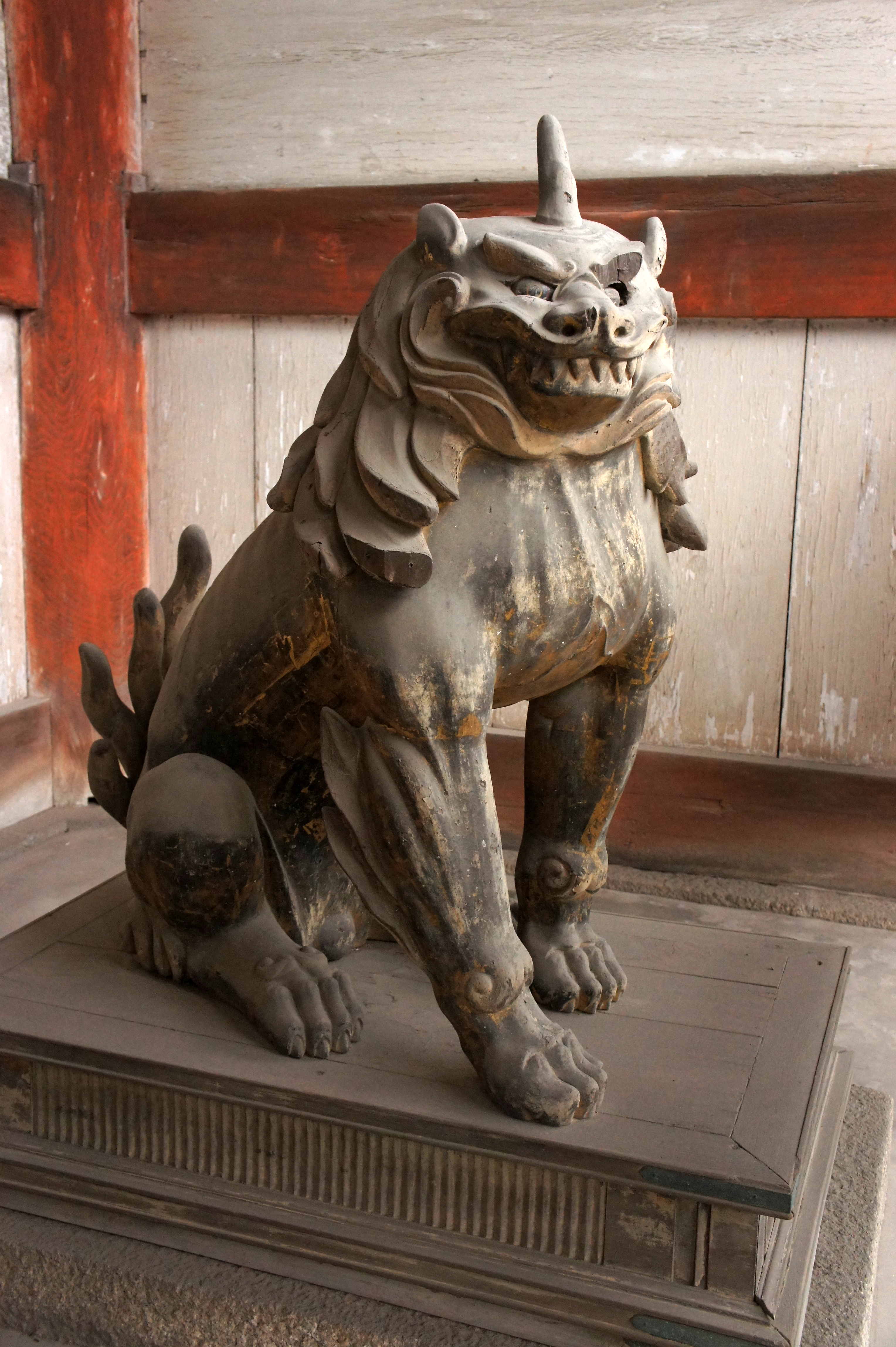
吽形（仁和寺）

古印度，在佛的兩側放置獅子像，作為守護獸，被視為狛犬的起源。日本則是在唐代將中國的獅子像和佛教一起傳入，當時的日本人將此異樣的生物誤認為犬，又因為從朝鮮傳來，所以稱之為「高麗犬」（音同狛犬），遂將錯就錯成了日本的神獸。
狛犬的配置一般是右側開口的「阿形」和左側閉口的「吽形」，和仁王像同樣，被視為反映日本的佛教觀。

## 神使
神道之中，有以動物作為神的使者，例如稻荷神的狐、春日神的鹿、弁財天的蛇、毘沙門天的虎、摩利支天的豬、八幡神的鴿子等，稱之為神使。因此，這些寺社以「狛狐」、「狛虎」、「狛豬」等，代替狛犬。

## 圖像

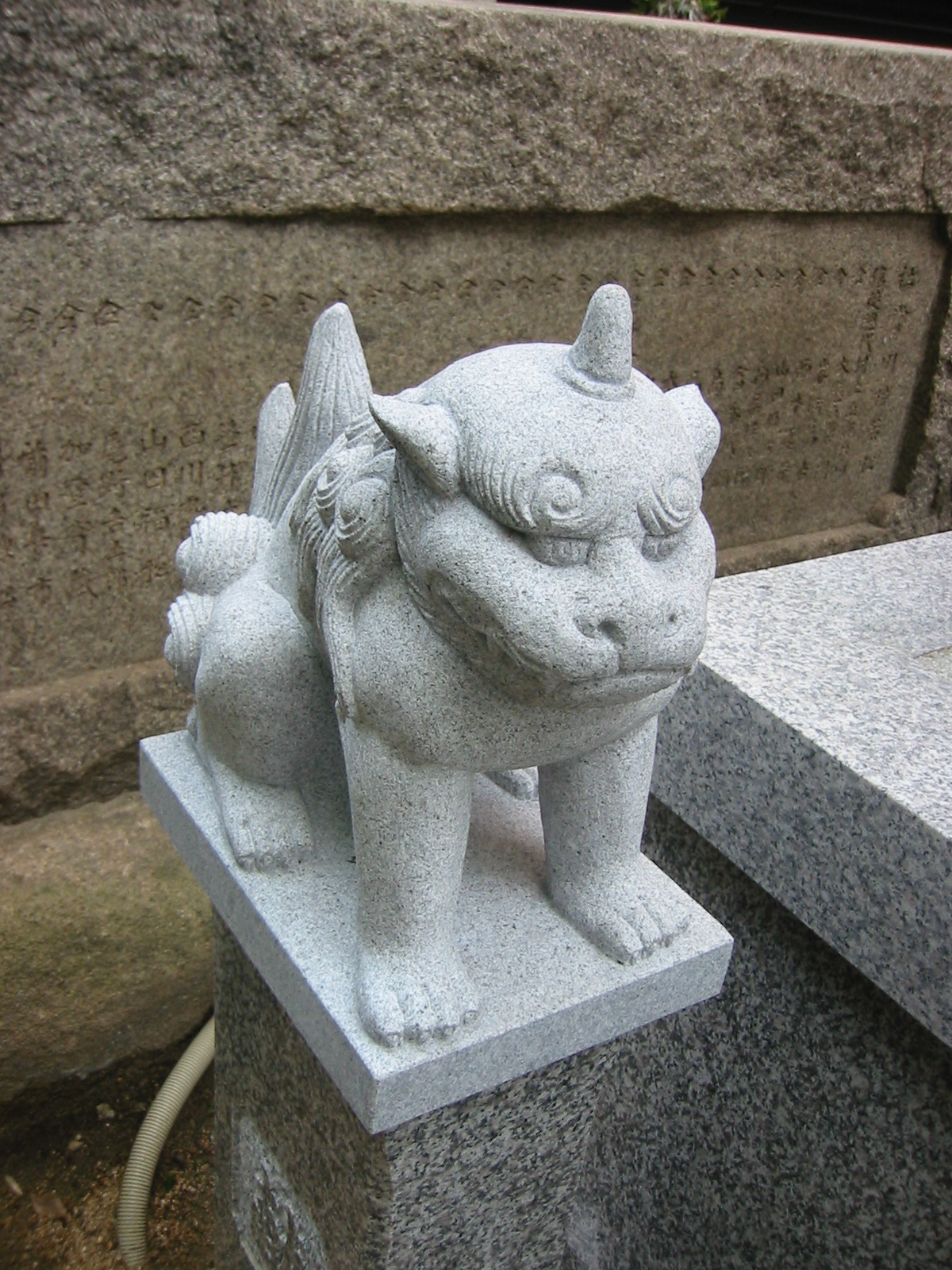
狛犬
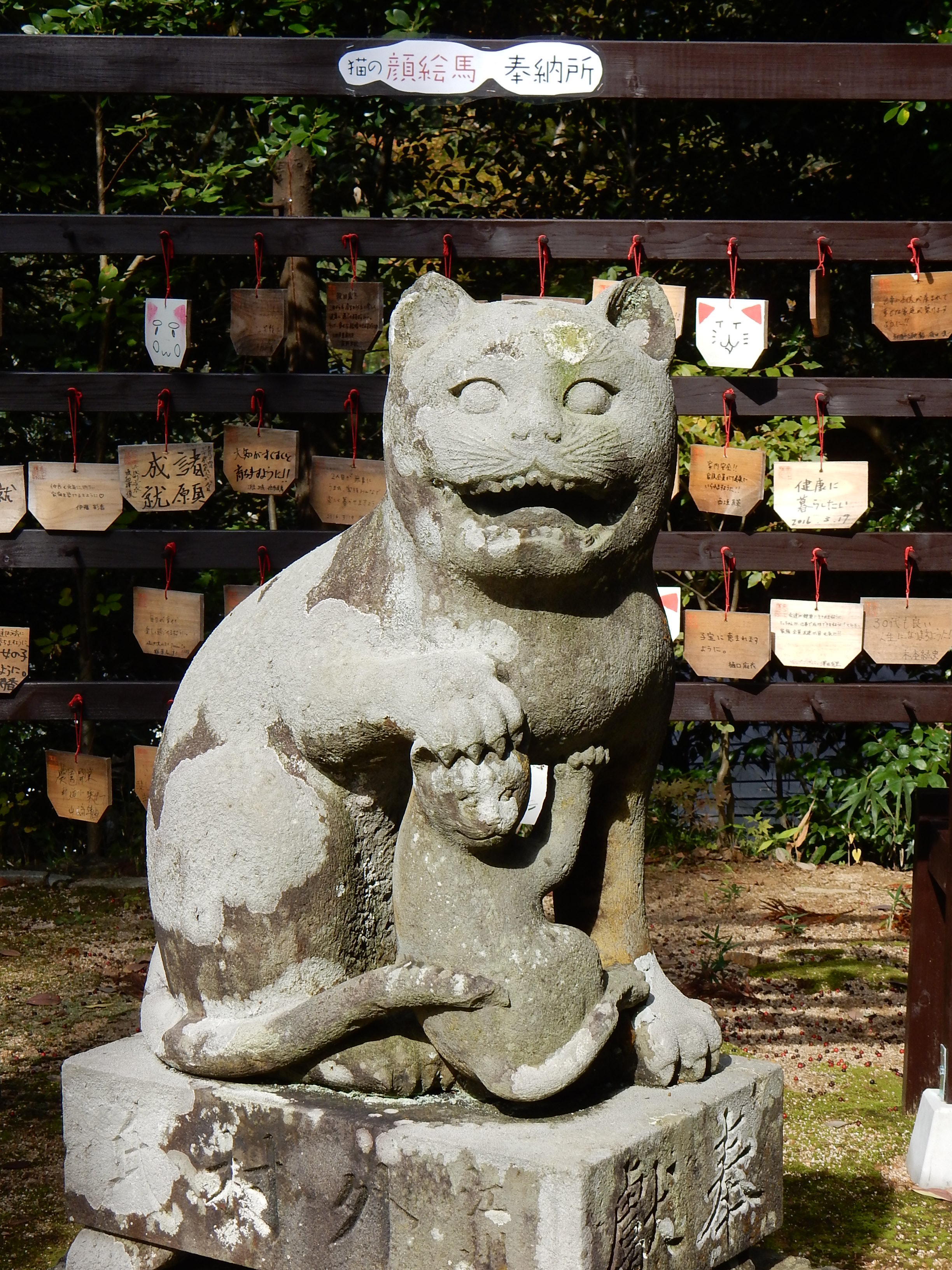
京丹後市的狛猫
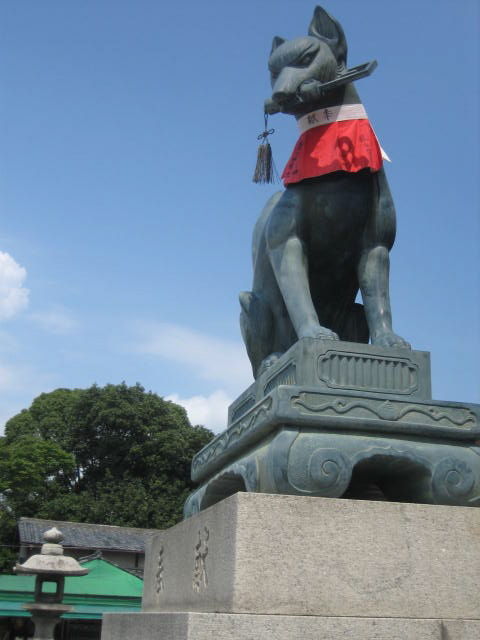
伏見稻荷大社的狐像
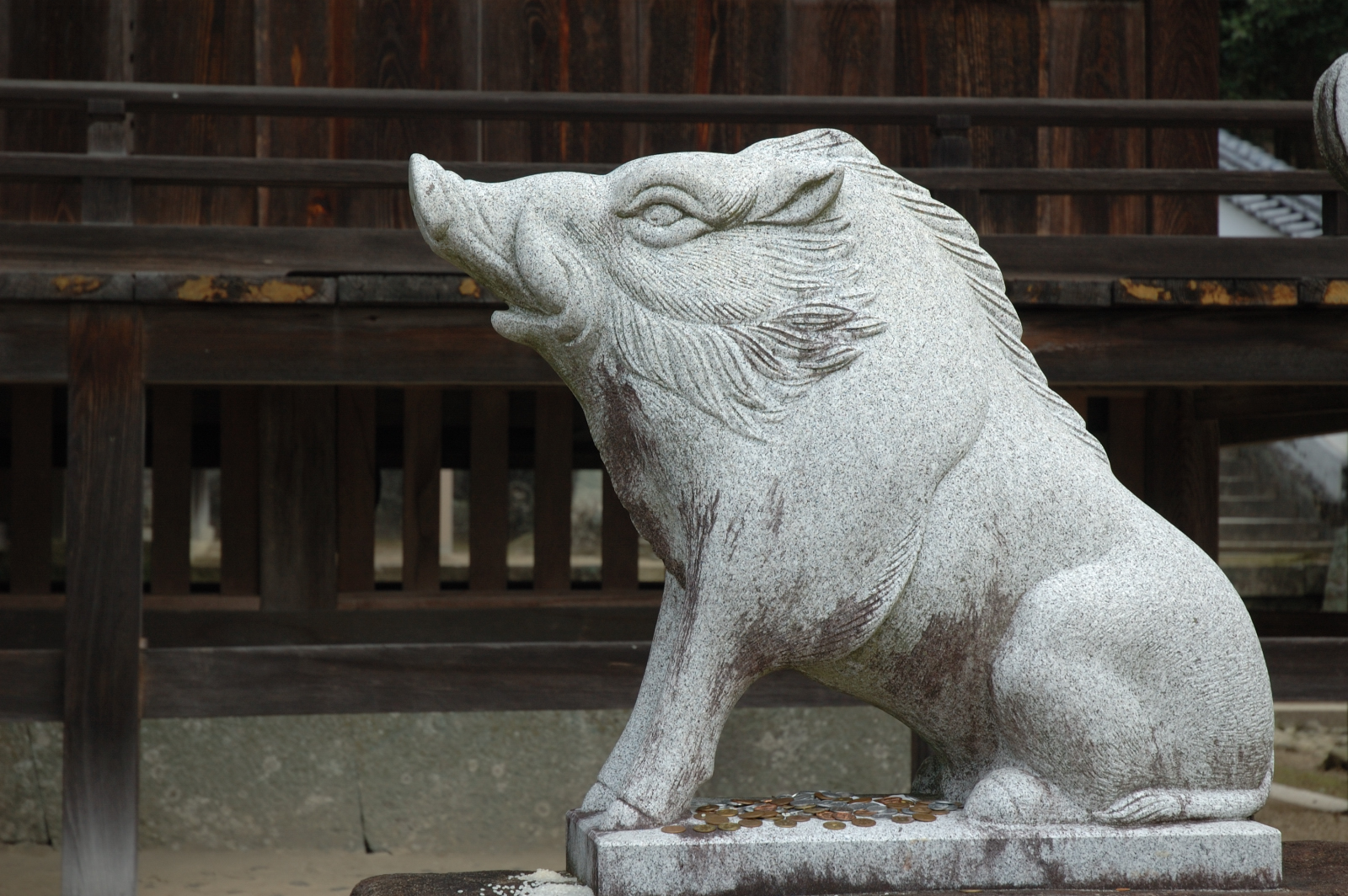
和氣神社的狛猪
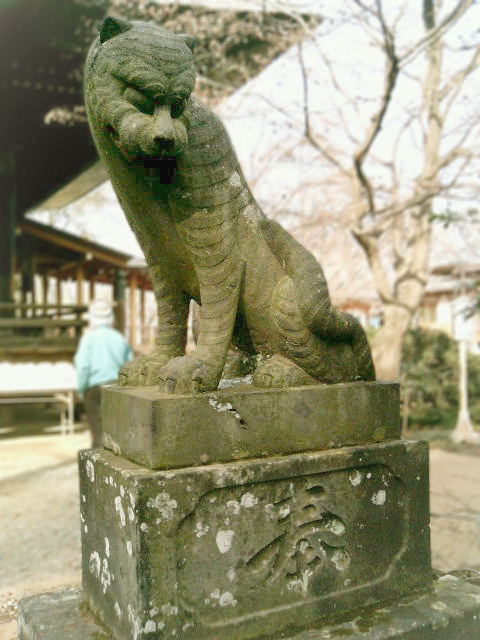
狛虎
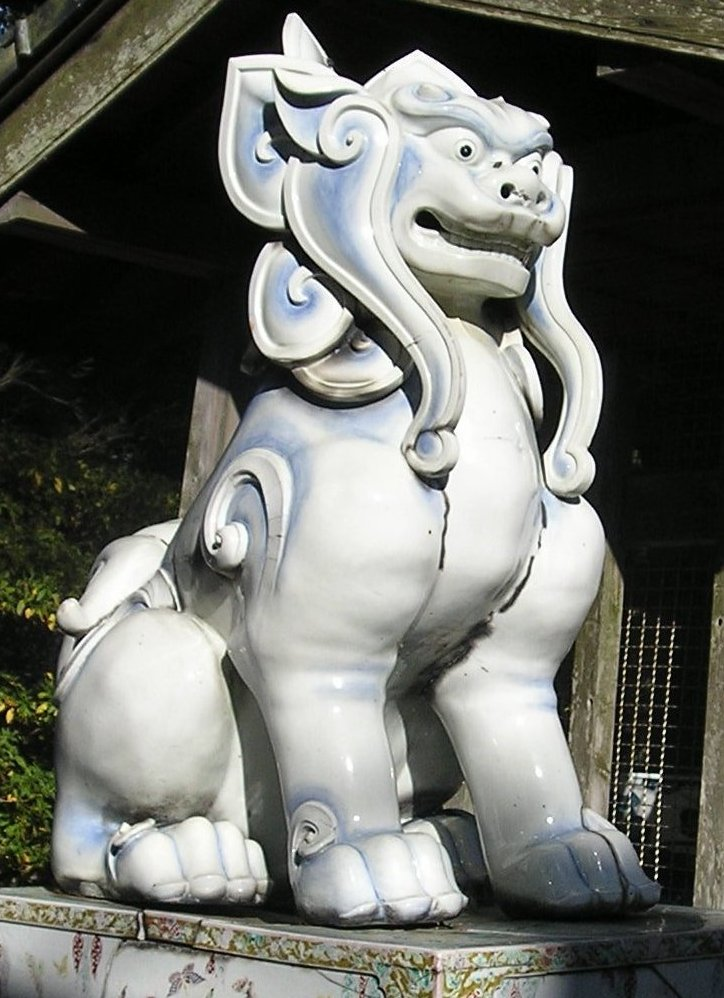
陶山神社的狛犬
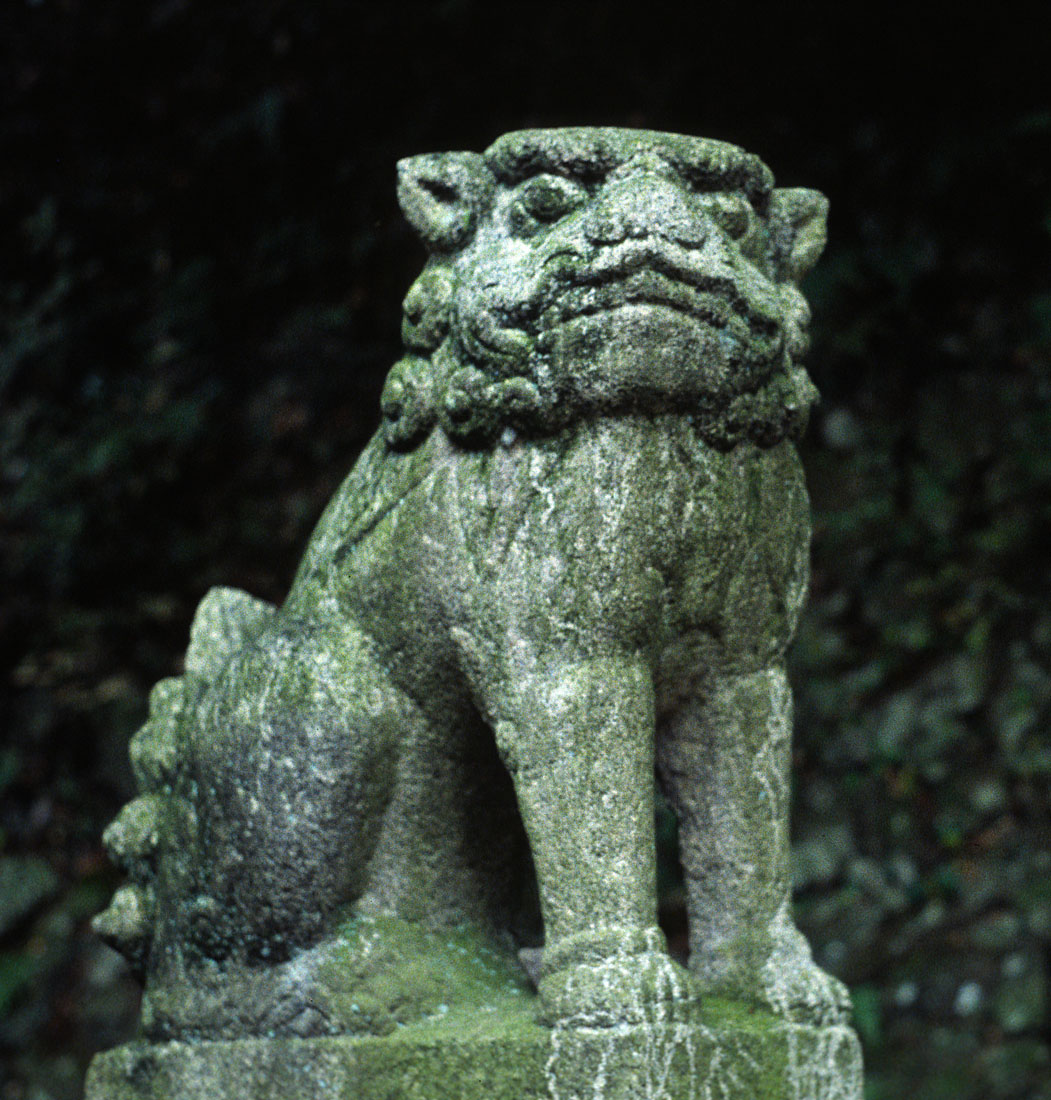
狛犬、高尾山的神社
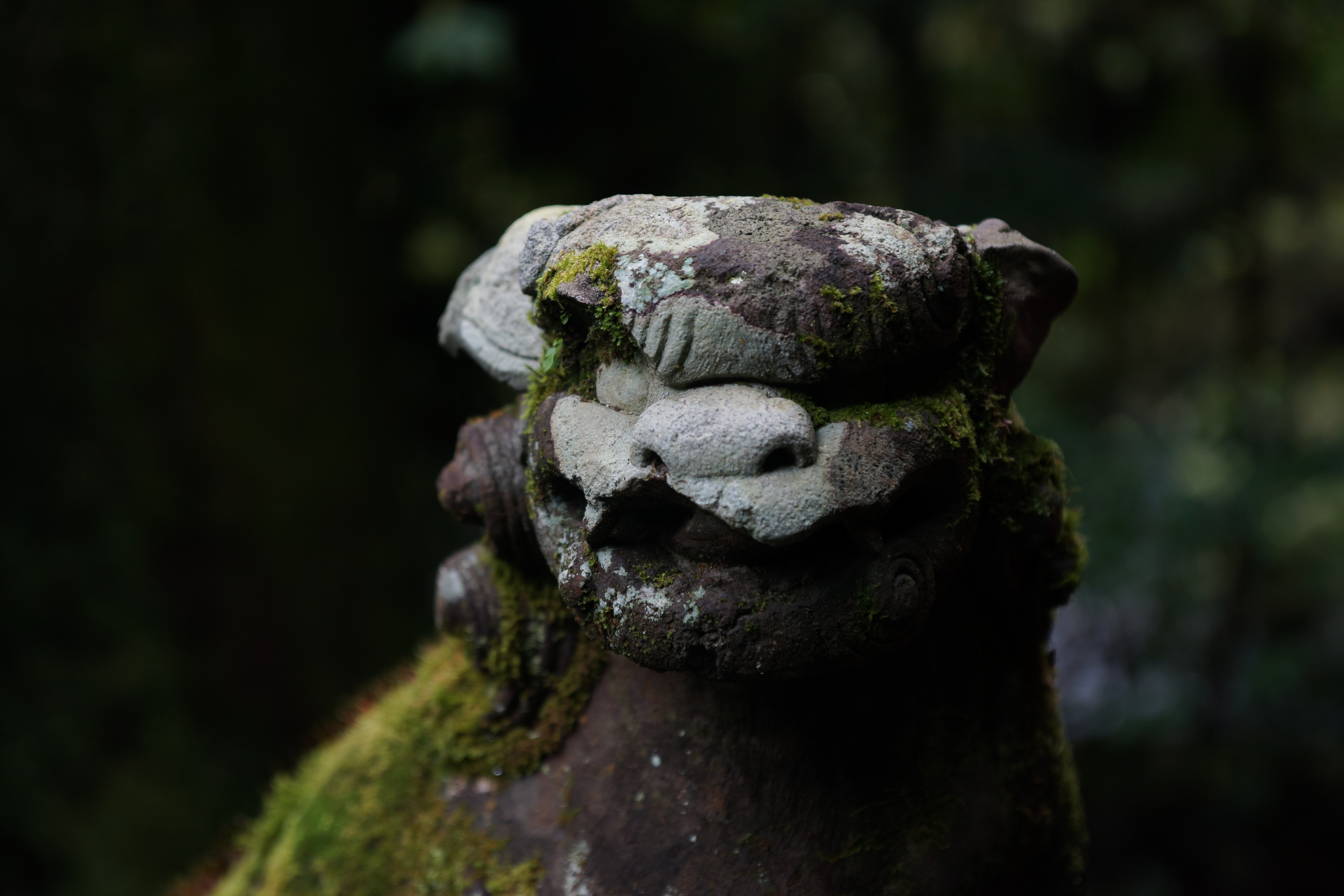
箱根神社的狛犬
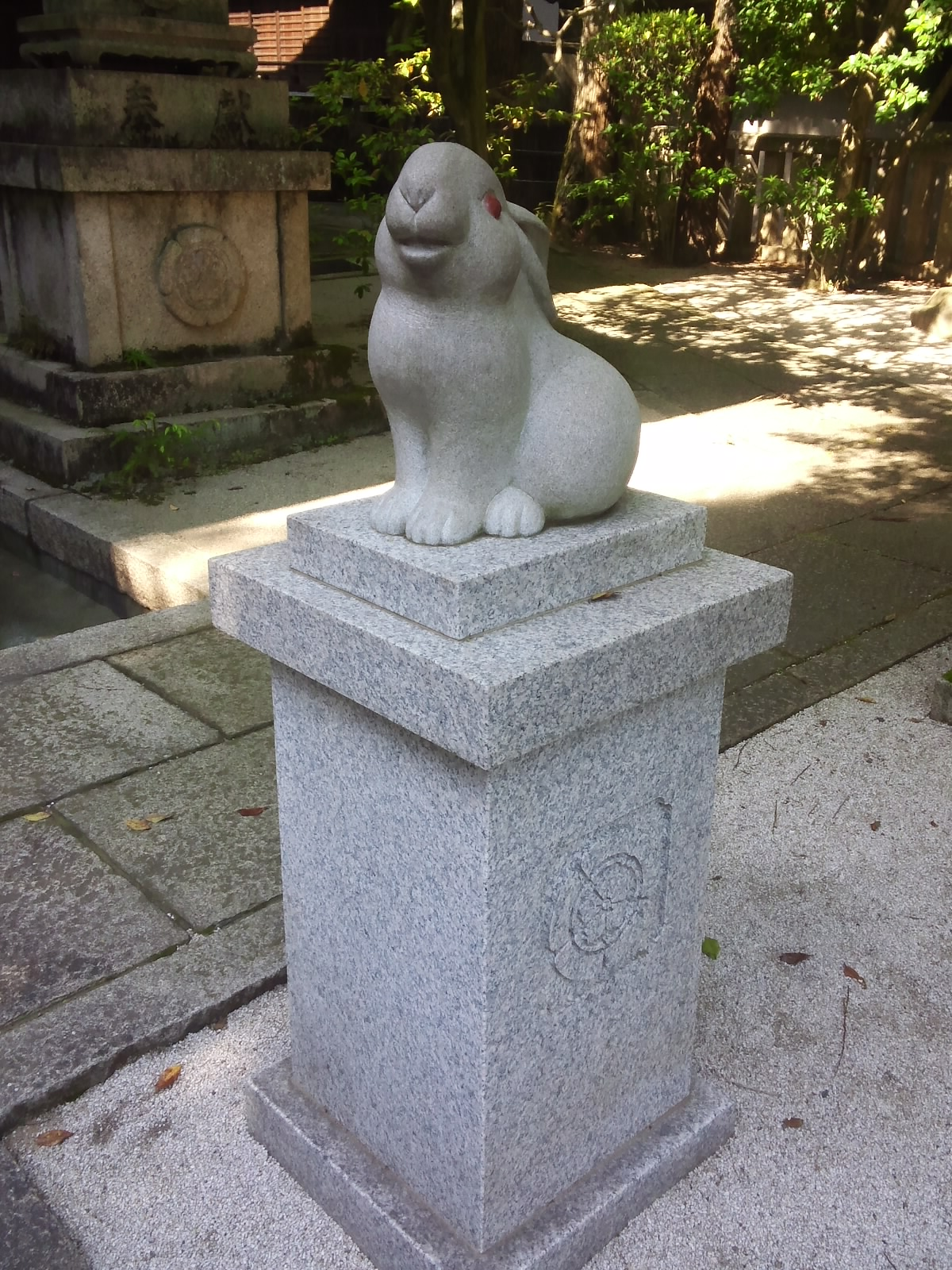
岡崎神社的狛兔
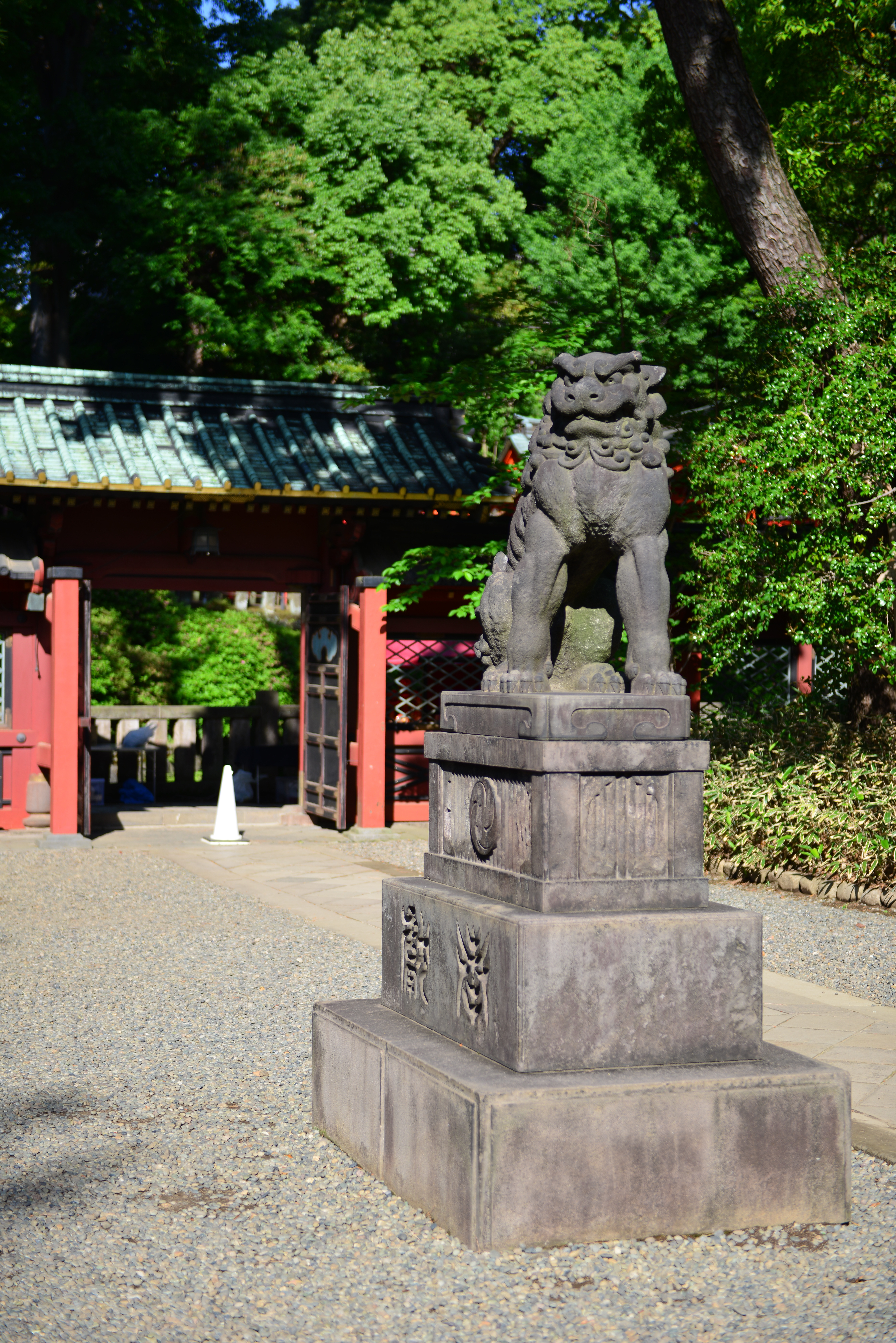
东京根津神社内的狛犬

## 脚注
1. ↑  . 明治神宮.   [2015-08-14]. （原始内容存档于2020-02-08）.

## 關連項目
- 石獅子

## 外部連結
- 狛犬 （页面存档备份，存于）
- 神社探訪・狛犬見聞録 （页面存档备份，存于）